# 4 Heures de Portimão 2020
Navigation
Édition précédente Édition suivante
Les 4 Heures de Portimão 2020, disputées le 1er novembre 2020 sur l'Autódromo Internacional do Algarve sont la cinquième et dernière manche de l'European Le Mans Series 2020.

## Engagés

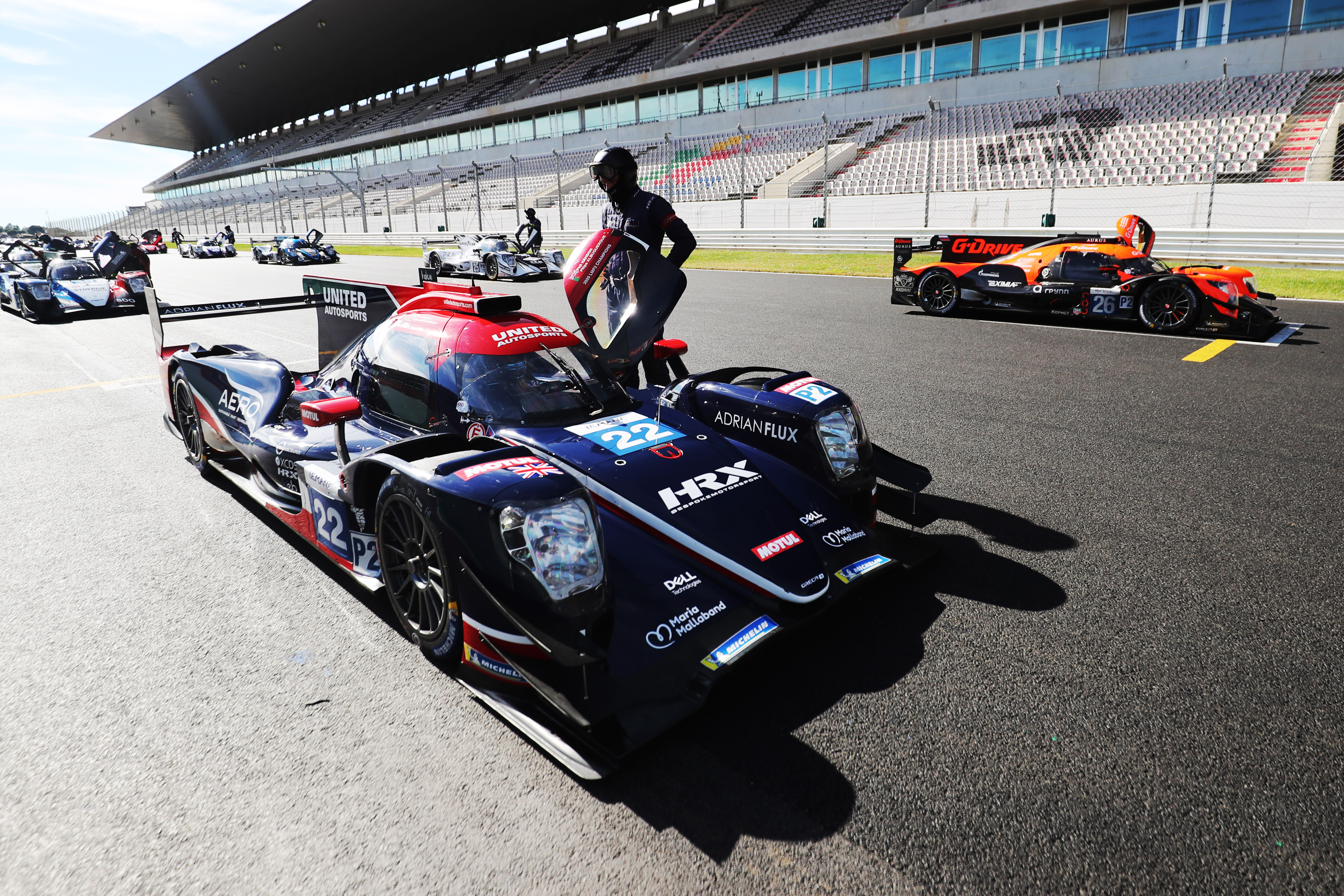
VOITURE DE COURSE

La liste officielle des engagés était composée de 36 voitures, dont 14 en LMP2, 12 en LMP3 et 10 en LM GTE.
Dans la catégorie LMP2, l'Oreca 07 n°21 de l'écurie américaine DragonSpeed n'a pas fait le déplacement au Portugal. Chez Algarve Pro Racing, le pilote indonésien Arjun Maini a poursuivi l’aventure mais est passé de la n°24 à la n°25 où il remplace le pilote suisse Simon Trummer. Loïc Duval a quant à lui quant à lui son retour sur la n°24. Le pilote russe Matevos Isaakyan n'a pas participé participé à l'épreuve car il était souffrant et a dû rester à domicile. René Binder et Kuba Śmiechowski ont donc roulé à deux sur la Ligier JS P217 n°34 de l'écurie polonaise Inter Europol Competition pour cette manche.
Dans la catégorie LMP3, Dino Lunardi, qui avait fait des débuts victorieux dans ce championnat lors des 4 Heures de Monza avec l'écurie polonaise Inter Europol Competition, a été maintenu au volant de la Ligier JS P320 n°13 en compagnie de Martin Hippe. Le pilote suisse Alex Fontana est quant à lui arrivée sur la Ligier JS P320 n°16 de l'écurie anglaise BHK Motorsport où il a épaulé le pilote belge Tom Cloet et le pilote lituanien Julius Adomavičius. Le pilote franco-algérien Julien Gerbi a remplacé le pilote suisse Esteban Garcia au volant de la Ligier JS P320 n°8 de l'écurie suisse Realteam Racing.
Dans la catégorie GTE, le nombre de voiture est passé de 7 à 10 pour cette manche portugaise. Il a en effet été noté le retour des Ferrari 488 GTE n°88 de l'écurie AF Corse avec François Perrodo, Manu Collard et Alessio Rovera ainsi que la Ferrari 488 GTE n°51 de l'écurie AF Corse de Daniel Serra, Steffen Görig et Christoph Ulrich. L'écurie anglaise Gulf Racing a également fait rouler sa Porsche 911 RSR aux mains de Michael Wainwright, Andrew Watson et Ben Barker. Il est a également été noté que Claudio Schiavoni a épaulé Nicklas Nielsen et Rino Mastronardi sur la Ferrari 488 GTE n°60 de l'écurie italienne Iron Lynx,.

## Qualifications
| Pos. | Classe | N° | Équipe                    | Pilote             | Temps          | Écart      |
| 1    | LMP2   | 32 | United Autosports         | Job van Uitert     | 1 min 28 s 627 | --         |
| 2    | LMP2   | 31 | Panis Racing              | Will Stevens       | 1 min 29 s 068 | + 0 s 441  |
| 3    | LMP2   | 37 | Cool Racing               | Nicolas Lapierre   | 1 min 29 s 196 | + 0 s 569  |
| 4    | LMP2   | 28 | IDEC Sport Racing         | Paul-Loup Chatin   | 1 min 29 s 378 | + 0 s 751  |
| 5    | LMP2   | 22 | United Autosports         | Phil Hanson        | 1 min 29 s 452 | + 0 s 825  |
| 6    | LMP2   | 26 | G-Drive Racing            | Nyck de Vries      | 1 min 29 s 585 | + 0 s 958  |
| 7    | LMP2   | 39 | Graff                     | Thomas Laurent     | 1 min 29 s 737 | + 1 s 110  |
| 8    | LMP2   | 25 | Algarve Pro Racing        | Gabriel Aubry      | 1 min 29 s 798 | + 1 s 171  |
| 9    | LMP2   | 24 | Algarve Pro Racing        | Loïc Duval         | 1 min 29 s 908 | + 1 s 281  |
| 10   | LMP2   | 30 | Duqueine Team             | Tristan Gommendy   | 1 min 29 s 970 | + 1 s 343  |
| 11   | LMP2   | 34 | Inter Europol Competition | René Binder        | 1 min 30 s 252 | + 1 s 625  |
| 12   | LMP2   | 20 | High Class Racing         | Anders Fjordbach   | 1 min 30 s 458 | + 1 s 831  |
| 13   | LMP2   | 35 | BHK Motorsport            | Sergio Campana     | 1 min 30 s 565 | + 1 s 938  |
| 14   | LMP2   | 50 | Richard Mille Racing Team | Sophia Flörsch     | 1 min 30 s 648 | + 2 s 021  |
| 15   | LMP3   | 2  | United Autosports         | Wayne Boyd         | 1 min 36 s 277 | + 7 s 650  |
| 16   | LMP3   | 4  | DKR Engineering           | Laurents Hörr      | 1 min 36 s 389 | + 7 s 762  |
| 17   | LMP3   | 15 | RLR Msport                | Malthe Jakobsen    | 1 min 36 s 502 | + 7 s 875  |
| 18   | LMP3   | 3  | United Autosports         | Duncan Tappy       | 1 min 36 s 603 | + 7 s 976  |
| 19   | LMP3   | 8  | Realteam Racing           | David Droux        | 1 min 36 s 769 | + 8 s 142  |
| 20   | LMP3   | 16 | BHK Motorsport            | Alex Fontana       | 1 min 36 s 821 | + 8 s 194  |
| 21   | LMP3   | 9  | Graff                     | Vincent Capillaire | 1 min 37 s 022 | + 8 s 395  |
| 22   | LMP3   | 11 | EuroInternational         | Niko Kari          | 1 min 37 s 171 | + 8 s 544  |
| 23   | LMP3   | 10 | Nielsen Racing            | Garett Grist       | 1 min 37 s 307 | + 8 s 680  |
| 24   | LMP3   | 13 | Inter Europol Competition | Dino Lunardi       | 1 min 37 s 363 | + 8 s 736  |
| 25   | LMP3   | 7  | Nielsen Racing            | Colin Noble        | 1 min 37 s 394 | + 8 s 767  |
| 26   | LMGTE  | 60 | Iron Lynx                 | Andrea Piccini     | 1 min 38 s 769 | + 10 s 142 |
| 27   | LMGTE  | 88 | AF Corse                  | Alessio Rovera     | 1 min 38 s 997 | + 10 s 370 |
| 28   | LMGTE  | 83 | Iron Lynx                 | Michelle Gatting   | 1 min 39 s 596 | + 10 s 969 |
| 29   | LMGTE  | 77 | Proton Competition        | Alessio Picariello | 1 min 39 s 617 | + 10 s 990 |
| 30   | LMGTE  | 55 | Spirit of Race            | Matt Griffin       | 1 min 39 s 620 | + 10 s 993 |
| 31   | LMGTE  | 86 | Gulf Racing               | Benjamin Barker    | 1 min 39 s 720 | + 11 s 093 |
| 32   | LMP3   | 5  | Graff                     | Eric Trouillet     | 1 min 39 s 751 | + 11 s 124 |
| 33   | LMGTE  | 74 | Kessel Racing             | David Perel        | 1 min 39 s 767 | + 11 s 140 |
| 34   | LMGTE  | 93 | Proton Competition        | Richard Lietz      | 1 min 39 s 770 | + 11 s 143 |
| 35   | LMGTE  | 51 | AF Corse                  | Steffen Görig      | 1 min 40 s 740 | + 12 s 113 |
| 36   | LMGTE  | 66 | JMW Motorsport            | Finlay Hutchison   | 1 min 40 s 827 | + 12 s 200 |

## Course

### Classement de la course
Voici le classement provisoire au terme de la course.
- Les vainqueurs de chaque catégorie sont signalés par un fond jauni.
- Pour la colonne Pneus, il faut passer le curseur au-dessus du modèle pour connaître le manufacturier de pneumatiques.

| Pos  | Classe | no | Écurie                    | Pilotes                                                   | Châssis                       | Pneus | Tours | Temps                        |
| Pos  | Classe | no | Écurie                    | Pilotes                                                   | Moteur                        | Pneus | Tours | Temps                        |
| ---- | ------ | -- | ------------------------- | --------------------------------------------------------- | ----------------------------- | ----- | ----- | ---------------------------- |
| 1    | LMP2   | 26 | G-Drive Racing            | Roman Rusinov Mikkel Jensen Nyck de Vries                 | Aurus 01                      | M     | 147   | 4 h 01 min 10 s 768          |
| 1    | LMP2   | 26 | G-Drive Racing            | Roman Rusinov Mikkel Jensen Nyck de Vries                 | Gibson GK428 4,2 l V8 Atmo    | M     | 147   | 4 h 01 min 10 s 768          |
| 2    | LMP2   | 30 | Duqueine Team             | Tristan Gommendy Jonathan Hirschi Konstantin Tereshchenko | Oreca 07                      | M     | 147   | + 35 s 360                   |
| 2    | LMP2   | 30 | Duqueine Team             | Tristan Gommendy Jonathan Hirschi Konstantin Tereshchenko | Gibson GK428 4,2 l V8 Atmo    | M     | 147   | + 35 s 360                   |
| 3    | LMP2   | 22 | United Autosports         | Phil Hanson Filipe Albuquerque                            | Oreca 07                      | M     | 147   | + 56 s 411                   |
| 3    | LMP2   | 22 | United Autosports         | Phil Hanson Filipe Albuquerque                            | Gibson GK428 4,2 l V8 Atmo    | M     | 147   | + 56 s 411                   |
| 4    | LMP2   | 32 | United Autosports         | Will Owen Alex Brundle Job van Uitert                     | Oreca 07                      | M     | 147   | + 1 min 08 s 919             |
| 4    | LMP2   | 32 | United Autosports         | Will Owen Alex Brundle Job van Uitert                     | Gibson GK428 4,2 l V8 Atmo    | M     | 147   | + 1 min 08 s 919             |
| 5    | LMP2   | 31 | Panis Racing              | Julien Canal Nicolas Jamin Will Stevens                   | Oreca 07                      | G     | 147   | + 1 min 09 s 296             |
| 5    | LMP2   | 31 | Panis Racing              | Julien Canal Nicolas Jamin Will Stevens                   | Gibson GK428 4,2 l V8 Atmo    | G     | 147   | + 1 min 09 s 296             |
| 6    | LMP2   | 20 | High Class Racing         | Anders Fjordbach Dennis Andersen                          | Oreca 07                      | M     | 146   | + 1 tour                     |
| 6    | LMP2   | 20 | High Class Racing         | Anders Fjordbach Dennis Andersen                          | Gibson GK428 4,2 l V8 Atmo    | M     | 146   | + 1 tour                     |
| 7    | LMP2   | 39 | Graff                     | James Allen Thomas Laurent Alexandre Cougnaud             | Oreca 07                      | M     | 146   | + 1 tour                     |
| 7    | LMP2   | 39 | Graff                     | James Allen Thomas Laurent Alexandre Cougnaud             | Gibson GK428 4,2 l V8 Atmo    | M     | 146   | + 1 tour                     |
| 8    | LMP2   | 25 | Algarve Pro Racing        | John Falb Gabriel Aubry Arjun Maini                       | Oreca 07                      | G     | 146   | + 1 tour                     |
| 8    | LMP2   | 25 | Algarve Pro Racing        | John Falb Gabriel Aubry Arjun Maini                       | Gibson GK428 4,2 l V8 Atmo    | G     | 146   | + 1 tour                     |
| 9    | LMP2   | 37 | Cool Racing               | Nicolas Lapierre Antonin Borga Alexandre Coigny           | Oreca 07                      | M     | 146   | + 1 tour                     |
| 9    | LMP2   | 37 | Cool Racing               | Nicolas Lapierre Antonin Borga Alexandre Coigny           | Gibson GK428 4,2 l V8 Atmo    | M     | 146   | + 1 tour                     |
| 10   | LMP2   | 28 | IDEC Sport Racing         | Paul Lafargue Paul-Loup Chatin Richard Bradley            | Oreca 07                      | M     | 146   | + 1 tour                     |
| 10   | LMP2   | 28 | IDEC Sport Racing         | Paul Lafargue Paul-Loup Chatin Richard Bradley            | Gibson GK428 4,2 l V8 Atmo    | M     | 146   | + 1 tour                     |
| 11   | LMP2   | 50 | Richard Mille Racing Team | Tatiana Calderón Sophia Flörsch Beitske Visser            | Oreca 07                      | M     | 146   | + 1 tour                     |
| 11   | LMP2   | 50 | Richard Mille Racing Team | Tatiana Calderón Sophia Flörsch Beitske Visser            | Gibson GK428 4,2 l V8 Atmo    | M     | 146   | + 1 tour                     |
| 12   | LMP2   | 24 | Algarve Pro Racing        | Henning Enqvist Loic Duval Jon Lancaster                  | Oreca 07                      | G     | 145   | + 2 tours                    |
| 12   | LMP2   | 24 | Algarve Pro Racing        | Henning Enqvist Loic Duval Jon Lancaster                  | Gibson GK428 4,2 l V8 Atmo    | G     | 145   | + 2 tours                    |
| 13   | LMP2   | 35 | BHK Motorsport            | Francesco Dracone Sergio Campana                          | Oreca 07                      | G     | 143   | + 4 tours                    |
| 13   | LMP2   | 35 | BHK Motorsport            | Francesco Dracone Sergio Campana                          | Gibson GK428 4,2 l V8 Atmo    | G     | 143   | + 4 tours                    |
| 14   | LMP3   | 2  | United Autosports         | Wayne Boyd Tom Gamble Robert Wheldon                      | Ligier JS P320                | M     | 137   | + 10 tours                   |
| 14   | LMP3   | 2  | United Autosports         | Wayne Boyd Tom Gamble Robert Wheldon                      | Nissan VK56 5,6 l V8 Atmo     | M     | 137   | + 10 tours                   |
| 15   | LMP3   | 8  | Realteam Racing           | Julien Gerbi David Droux                                  | Ligier JS P320                | M     | 137   | + 10 tours                   |
| 15   | LMP3   | 8  | Realteam Racing           | Julien Gerbi David Droux                                  | Nissan VK56 5,6 l V8 Atmo     | M     | 137   | + 10 tours                   |
| 16   | LMP3   | 13 | Inter Europol Competition | Martin Hippe Dino Lunardi                                 | Ligier JS P320                | M     | 136   | + 11 tours                   |
| 16   | LMP3   | 13 | Inter Europol Competition | Martin Hippe Dino Lunardi                                 | Nissan VK56 5,6 l V8 Atmo     | M     | 136   | + 11 tours                   |
| 17   | LMP3   | 3  | United Autosports         | Duncan Tappy Andrew Bentley James McGuire                 | Ligier JS P320                | M     | 136   | + 11 tours                   |
| 17   | LMP3   | 3  | United Autosports         | Duncan Tappy Andrew Bentley James McGuire                 | Nissan VK56 5,6 l V8 Atmo     | M     | 136   | + 11 tours                   |
| 18   | LMP3   | 10 | Nielsen Racing            | Rob Hodes Garett Grist Charles Crews                      | Duqueine M30 - D08            | M     | 136   | + 11 tours                   |
| 18   | LMP3   | 10 | Nielsen Racing            | Rob Hodes Garett Grist Charles Crews                      | Nissan VK56 5,6 l V8 Atmo     | M     | 136   | + 11 tours                   |
| 19   | LMP3   | 11 | EuroInternational         | Niko Kari Nicolas Maulini Jacopo Baratto                  | Ligier JS P320                | M     | 135   | + 12 tours                   |
| 19   | LMP3   | 11 | EuroInternational         | Niko Kari Nicolas Maulini Jacopo Baratto                  | Nissan VK56 5,6 l V8 Atmo     | M     | 135   | + 12 tours                   |
| 20   | LMP3   | 9  | Graff                     | Vincent Capillaire Arnold Robin Maxime Robin (de)         | Ligier JS P320                | M     | 135   | + 12 tours                   |
| 20   | LMP3   | 9  | Graff                     | Vincent Capillaire Arnold Robin Maxime Robin (de)         | Nissan VK56 5,6 l V8 Atmo     | M     | 135   | + 12 tours                   |
| 21   | LMP3   | 16 | BHK Motorsport            | Tom Cloet Julius Adomavičius Alex Fontana                 | Ligier JS P320                | M     | 135   | + 12 tours                   |
| 21   | LMP3   | 16 | BHK Motorsport            | Tom Cloet Julius Adomavičius Alex Fontana                 | Nissan VK56 5,6 l V8 Atmo     | M     | 135   | + 12 tours                   |
| 22   | LMGTE  | 77 | Proton Competition        | Christian Ried Michele Beretta (en) Alessio Picariello    | Porsche 911 RSR               | G     | 134   | + 13 tours                   |
| 22   | LMGTE  | 77 | Proton Competition        | Christian Ried Michele Beretta (en) Alessio Picariello    | Porsche 4,0 l Flat-6 Atmo     | G     | 134   | + 13 tours                   |
| 23   | LMGTE  | 74 | Kessel Racing             | Michał Broniszewski David Perel Nicola Cadei              | Ferrari 488 GTE Evo           | G     | 134   | + 13 tours                   |
| 23   | LMGTE  | 74 | Kessel Racing             | Michał Broniszewski David Perel Nicola Cadei              | Ferrari F154CB 3.9 L V8 Turbo | G     | 134   | + 13 tours                   |
| 24   | LMGTE  | 60 | Iron Lynx                 | Rino Mastronardi Sergio Pianezzola Andrea Piccini         | Ferrari 488 GTE Evo           | G     | 134   | + 13 tours                   |
| 24   | LMGTE  | 60 | Iron Lynx                 | Rino Mastronardi Sergio Pianezzola Andrea Piccini         | Ferrari F154CB 3.9 L V8 Turbo | G     | 134   | + 13 tours                   |
| 25   | LMGTE  | 93 | Proton Competition        | Michael Fassbender Felipe Laser (de) Richard Lietz        | Porsche 911 RSR               | G     | 134   | + 13 tours                   |
| 25   | LMGTE  | 93 | Proton Competition        | Michael Fassbender Felipe Laser (de) Richard Lietz        | Porsche 4,0 l Flat-6 Atmo     | G     | 134   | + 13 tours                   |
| 26   | LMGTE  | 55 | Spirit of Race            | Duncan Cameron Matt Griffin Aaron Scott                   | Ferrari 488 GTE Evo           | G     | 134   | + 13 tours                   |
| 26   | LMGTE  | 55 | Spirit of Race            | Duncan Cameron Matt Griffin Aaron Scott                   | Porsche 4,0 l Flat-6 Atmo     | G     | 134   | + 13 tours                   |
| 27   | LMGTE  | 83 | Iron Lynx                 | Manuela Gostner Rahel Frey Michelle Gatting               | Ferrari 488 GTE Evo           | G     | 133   | + 14 tours                   |
| 27   | LMGTE  | 83 | Iron Lynx                 | Manuela Gostner Rahel Frey Michelle Gatting               | Ferrari F154CB 3.9 L V8 Turbo | G     | 133   | + 14 tours                   |
| 28   | LMP3   | 5  | Graff                     | Eric Trouillet Sébastien Page                             | Duqueine M30 - D08            | M     | 133   | + 14 tours                   |
| 28   | LMP3   | 5  | Graff                     | Eric Trouillet Sébastien Page                             | Nissan VK56 5,6 l V8 Atmo     | M     | 133   | + 14 tours                   |
| 29   | LMGTE  | 66 | JMW Motorsport            | Gunnar Jeannette Rodrigo Sales Finlay Hutchison           | Ferrari 488 GTE Evo           | G     | 130   | + 17 tours                   |
| 29   | LMGTE  | 66 | JMW Motorsport            | Gunnar Jeannette Rodrigo Sales Finlay Hutchison           | Ferrari F154CB 3,9 l V8 Turbo | G     | 130   | + 17 tours                   |
| 30   | LMGTE  | 88 | AF Corse                  | François Perrodo Emmanuel Collard Alessio Rovera          | Ferrari 488 GTE Evo           | G     | 130   | + 17 tours                   |
| 30   | LMGTE  | 88 | AF Corse                  | François Perrodo Emmanuel Collard Alessio Rovera          | Ferrari F154CB 3.9 L V8 Turbo | G     | 130   | + 17 tours                   |
| 31   | LMP3   | 4  | DKR Engineering           | Laurents Hörr François Kirmann Wolfgang Triller           | Duqueine M30 - D08            | M     | 129   | + 18 tours                   |
| 31   | LMP3   | 4  | DKR Engineering           | Laurents Hörr François Kirmann Wolfgang Triller           | Nissan VK56 5,6 l V8 Atmo     | M     | 129   | + 18 tours                   |
| 32   | LMP3   | 7  | Nielsen Racing            | Tony Wells Colin Noble                                    | Duqueine M30 - D08            | M     | 115   | + 32 tours                   |
| 32   | LMP3   | 7  | Nielsen Racing            | Tony Wells Colin Noble                                    | Nissan VK56 5,6 l V8 Atmo     | M     | 115   | + 32 tours                   |
| Abd. | LMP2   | 34 | Inter Europol Competition | Jakub Śmiechowski René Binder                             | Ligier JS P217                | M     | 141   | Rupture d'un disque de frein |
| Abd. | LMP2   | 34 | Inter Europol Competition | Jakub Śmiechowski René Binder                             | Gibson GK428 4,2 l V8 Atmo    | M     | 141   | Rupture d'un disque de frein |
| Abd. | LMP3   | 15 | RLR Msport                | Malthe Jakobsen James Dayson Lorenzo Veglia               | Ligier JS P320                | M     | 129   | Démarreur                    |
| Abd. | LMP3   | 15 | RLR Msport                | Malthe Jakobsen James Dayson Lorenzo Veglia               | Nissan VK56 5,6 l V8 Atmo     | M     | 129   | Démarreur                    |
| Abd. | LMGTE  | 86 | Gulf Racing               | Michael Wainwright Ben Barker Andrew Watson (en)          | Porsche 911 RSR               | G     | 75    |                              |
| Abd. | LMGTE  | 86 | Gulf Racing               | Michael Wainwright Ben Barker Andrew Watson (en)          | Porsche 4,0 l Flat-6 Atmo     | G     | 75    |                              |
| Abd. | LMGTE  | 51 | AF Corse                  | Christoph Ulrich Alexander West Steffen Görig             | Ferrari 488 GTE Evo           | G     | 70    |                              |
| Abd. | LMGTE  | 51 | AF Corse                  | Christoph Ulrich Alexander West Steffen Görig             | Ferrari F154CB 3,9 l V8 Turbo | G     | 70    |                              |

## Pole position et record du tour
- Pole position :  Job van Uitert (#32 United Autosports) en 1 min 28 s 627
- Meilleur tour en course :  Mikkel Jensen (#26 G-Drive Racing) en 1 min 29 s 670

## Tours en tête
- no 26 Aurus 01 - G-Drive Racing : 88 tours (1-7 / 43-53 / 62-81 / 88-109 / 115-135 / 141-147)[8]
- no 32 Oreca 07 - United Autosports : 26 tours (8-26 / 36-42)
- no 30 Oreca 07 - Duqueine Team : 20 tours (27-35 / 54-60 / 137-140)
- no 22 Oreca 07 - United Autosports : 13 tours (61 / 82-87 / 110-114 / 136)

## À noter
- Longueur du circuit : 4,653 km
- Distance parcourue par les vainqueurs : 683,991 km